# 黑尾史氏三鰭䲁
黑尾史氏三鰭鳚（学名：Springerichthys bapturus），又名狗鰷、三鰭鳚，為輻鰭魚綱䲁形目三鰭䲁科史氏三鰭䲁屬下的一個種。於1902年由大衛·斯塔爾·喬丹和約翰·奧特貝恩·斯奈德命名及描述，分布於西北太平洋日本南部、韓國及臺灣北部海域，深度1至20公尺，本魚體型小呈圓柱狀，頭部及體側散布橘紅斑點，尾鰭黑色，體長可達6.5公分，棲息在沿海岩石底質潮間帶潮池，以藻類為食，雌魚產附著性魚卵，雄魚會守護卵孵化，幼魚為浮游性，生活習性不明。